# S.O.S. (serial telewizyjny)
S.O.S. – polski serial sensacyjno-kryminalny z 1974, realizowany w Gdańsku, Gdyni, Sopocie, Tczewie i Zajączkowie (Zajączkowo Tczewskie).

## Fabuła
Dziennikarz i reporter radiowy Rafał Kostroń prowadzi cykliczną audycję radiową pod nazwą S.O.S., w której zajmuje się sprawami i problemami ludzi potrzebujących rady i pomocy. Zbierając materiały do kolejnego reportażu nieoczekiwanie natrafia na trop sprawy, w którą zamieszana jest jego córka.

## Odcinki
1. Tajemnica Ewy Szmidt
2. Jolka
3. Pułapka
4. Fałszywy trop
5. VENUS 73
6. Twarz mordercy
7. Pętla

## Obsada
- Władysław Kowalski − redaktor Rafał Kostroń
- Maja Komorowska − Barbara, żona Kostronia
- Marek Walczewski − Hubert Stańczyk
- Jan Englert − porucznik J. Jasło
- Roman Wilhelmi − Andrzej Szmidt, mąż Ewy
- Grażyna Barszczewska − redaktor Agata Wołyniec, współpracownica i partnerka Kostronia
- Ewa Borowik − Elżbieta, córka Kostronia
- Krzysztof Kolberger − Marek Chlebowski, chłopak Elżbiety
- Danuta Kowalska − kelnerka Jolka Czajkowska
- Irena Maślińska − siostra Ewy Szmidt
- Tadeusz Gwiazdowski − szef Kostronia
- Jerzy Januszewicz − realizator Jasio
- Cezary Kussyk − cinkciarz Wiesio
- Jerzy Kozłowski − Ludwik „Luluś” Waśkowiak
- Tomasz Neuman − Jan Paźnik, pomocnik „Lulusia"
- Wanda Stanisławska-Lothe − pani Gizela, matka cinkciarza Wiesia
- Marek Lewandowski − taksówkarz Bartek
- Jan Himilsbach − Płoszczak, ajent campingu w Stegnach
- Barbara Patorska − farmaceutka
- Leopold Matuszczak − kapitan Karol Rudka, przyjaciel Kostronia
- Adam Trela − milicjant
- Jerzy Dąbkowski − milicjant
- Andrzej Szaciłło − milicjant
- Piotr Fronczewski − major Szeliga
- Stefan Friedmann − milicjant w atelier Marka
- Mieczysław Waśkowski − Wacław Hartman
- Andrzej Siedlecki − milicjant w atelier Marka
- Zygmunt Wiaderny − milicjant
- Zygmunt Malawski − pułkownik
- Jacek (Jack) Reknitz − szyper duńskiego kutra
- Jerzy Łapiński − redaktor (odc.1); nie występuje w czołówce
- oraz: A Mazurek (Grażyna Stec, dziewczyna w atelier Marka), J Wesołowski (lekarz w klinice AM), J Kras, J Jaroszewski, Jan Kucharski, P Rosiński, E Kamieniak, T Branicka, Ł Słupska, St. Kotowicz, L Piper, J Kras, Alicja Burakowska, Barbara Pietraszak, Czesław Magnowski, Edward Ożana, Andrzej Hoły, Jan Jeruzal,  A Krasnodębski, H Czerwińska, Kazimierz Iwor, B Maślewski, J Głowala, J Grajczak, W Nowotarski, W Kołosowski
- narrator: Stanisław Zaczyk (nie występuje w czołówce)